# 오카반 힌두쿠시 FC
오카반 힌두쿠시 FC(페르시아어: عقابان هندوکش)는 가즈니를 연고로 하는 아프가니스탄의 축구 클럽이다. 현재 아프가니스탄 챔피언스리그에 참가하고 있다. 2012년 8월 아프가니스탄 프리미어리그 창설과 함께 설립되었으며 그린 필드라는 캐스팅 쇼를 통해 선수를 선발했다.